# Jasper (Georgia)
Jasper es un pueblo ubicado en el condado de Pickens en el estado estadounidense de Georgia. En el censo de 2000, su población era de 2.167.

## Demografía
En el 2000 la renta per cápita promedia del hogar era de $31,944, y el ingreso promedio para una familia era de $40,833. El ingreso per cápita para la localidad era de $19,184. Los hombres tenían un ingreso per cápita de $30,774 contra $25,489 para las mujeres.

## Geografía
Jasper se encuentra ubicado en las coordenadas 34°28′9″N 84°26′3″O / 34.46917, -84.43417 (34.469127, -84.434039).
Según la Oficina del Censo, la localidad tiene un área total de 8,5 km² (3,3 mi²), de la cual 8,5 km² (3,3 mi²) es tierra y 0 km² (0 mi²) (0.00%) es agua.